# Abanto (Saragossa)
Abanto ist ein nordspanischer Ort und eine Gemeinde (municipio) mit 80 Einwohnern (Stand: 2024) im Westen der Provinz Saragossa und der Autonomen Region Aragonien. Der Ort gehört zur bevölkerungsarmen Serranía Celtibérica. 

## Lage und Klima
Abanto liegt etwa 100 Kilometer (Luftlinie) südwestlich von Saragossa in einer Höhe von 920 m am Río Ortiz. 
Das Klima ist gemäßigt bis warm; der eher spärliche Regen (ca. 442 mm/Jahr) fällt mit Ausnahme der eher trockenen Sommermonate übers Jahr verteilt.

## Bevölkerungsentwicklung
| Jahr      | 1970 | 1981 | 1991 | 2001 | 2011 | 2021 |
| Einwohner | 349  | 272  | 205  | 179  | 124  | 89   |

Die Mechanisierung der Landwirtschaft, die Aufgabe bäuerlicher Kleinbetriebe und der damit verbundene Verlust von Arbeitsplätzen führten seit der Mitte des 20. Jahrhunderts zu einem deutlichen Rückgang der Bevölkerung (Landflucht).

## Sehenswürdigkeiten
- Kirche Mariä Himmelfahrt (Iglesia de Nuestra Señora de la Asunción )
- Kapelle San Fabián und San Sebastián
- Kapelle San Esteban
- Reste einer alten Burg- und Mühlenanlage